# Monthou-sur-Bièvre
Monthou-sur-Bièvre és un municipi francès, situat al departament del Loir i Cher i a la regió de Centre – Vall del Loira. L'any 2007 tenia 692 habitants.

## Demografia

### Població
El 2007 la població de fet de Monthou-sur-Bièvre era de 692 persones. Hi havia 272 famílies, de les quals 56 eren unipersonals (28 homes vivint sols i 28 dones vivint soles), 92 parelles sense fills, 120 parelles amb fills i 4 famílies monoparentals amb fills.
La població ha evolucionat segons el següent gràfic:
Habitants censats

### Habitatges
El 2007 hi havia 315 habitatges, 268 eren l'habitatge principal de la família, 40 eren segones residències i 7 estaven desocupats. 302 eren cases i 9 eren apartaments. Dels 268 habitatges principals, 218 estaven ocupats pels seus propietaris, 49 estaven llogats i ocupats pels llogaters i 1 estava cedit a títol gratuït; 1 tenia una cambra, 14 en tenien dues, 37 en tenien tres, 76 en tenien quatre i 140 en tenien cinc o més. 222 habitatges disposaven pel capbaix d'una plaça de pàrquing. A 86 habitatges hi havia un automòbil i a 163 n'hi havia dos o més.

### Piràmide de població
La piràmide de població per edats i sexe el 2009 era:
| Homes | Edats   | Dones |
| ----- | ------- | ----- |
| 0     | 95 o +  | 0     |
| 4     | 90 a 94 | 0     |
| 8     | 85 a 89 | 8     |
| 4     | 80 a 84 | 0     |
| 4     | 75 a 79 | 4     |
| 12    | 70 a 74 | 20    |
| 12    | 65 a 69 | 4     |
| 16    | 60 a 64 | 16    |
| 12    | 55 a 59 | 12    |
| 16    | 50 a 54 | 20    |
| 28    | 45 a 49 | 12    |
| 16    | 40 a 44 | 28    |
| 24    | 35 a 39 | 20    |
| 24    | 30 a 34 | 20    |
| 4     | 25 a 29 | 12    |
| 8     | 20 a 24 | 0     |
| 24    | 15 a 19 | 32    |
| 12    | 10 a 14 | 28    |
| 16    | 5 a 9   | 16    |
| 4     | 0 a 4   | 20    |

## Economia
El 2007 la població en edat de treballar era de 430 persones, 359 eren actives i 71 eren inactives. De les 359 persones actives 331 estaven ocupades (177 homes i 154 dones) i 28 estaven aturades (8 homes i 20 dones). De les 71 persones inactives 26 estaven jubilades, 26 estaven estudiant i 19 estaven classificades com a «altres inactius».

### Ingressos
El 2009 a Monthou-sur-Bièvre hi havia 287 unitats fiscals que integraven 759 persones, la mediana anual d'ingressos fiscals per persona era de 18.939 €.

### Activitats econòmiques
Dels 27 establiments que hi havia el 2007, 2 eren d'empreses extractives, 1 d'una empresa alimentària, 2 d'empreses de fabricació d'altres productes industrials, 8 d'empreses de construcció, 5 d'empreses de comerç i reparació d'automòbils, 2 d'empreses d'hostatgeria i restauració, 2 d'empreses financeres, 3 d'empreses de serveis i 2 d'empreses classificades com a «altres activitats de serveis».
Dels 10 establiments de servei als particulars que hi havia el 2009, 1 era un paleta, 1 guixaire pintor, 4 fusteries, 1 perruqueria i 3 restaurants.
L'únic establiment comercial que hi havia el 2009 era una floristeria.
L'any 2000 a Monthou-sur-Bièvre hi havia 12 explotacions agrícoles.

## Equipaments sanitaris i escolars
El 2009 hi havia una escola elemental integrada dins d'un grup escolar amb les comunes properes formant una escola dispersa.

## Poblacions més properes
El següent diagrama mostra les poblacions més properes.